# Regimento de Artilharia do Reino do Algarve

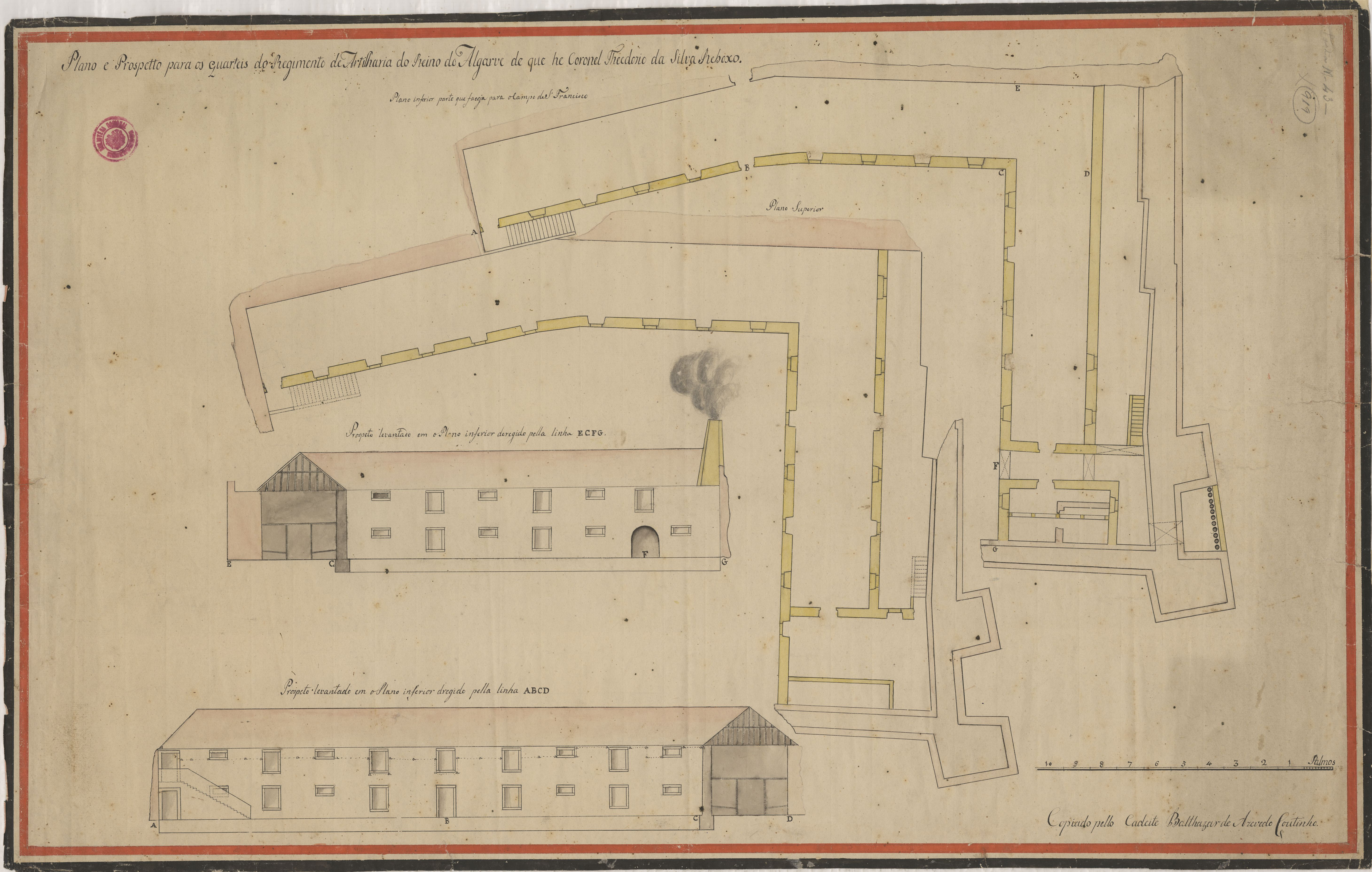
Plano e Prospetto para os quarteis do Regimento de Artilharia do Reino do Algarve de que he Coronel Theodozio da Silva Reboxo

O Regimento de Artilharia do Reino do Algarve foi uma unidade militar artilheira criada a 22 de Dezembro de 1718, enquanto regimento de Artilharia e Marinha do Reino dos Algarves. Mais tarde, em  Maio de 1763, foi reorganizado e assumiu a designação de «Regimento de Artilharia do Algarve» ou de Lagos . Este regimento militar dispunha de um efectivo de 218 artilheiros e 100 marinheiros, distribuídos por 6 Companhias de 53 homens cada.
Em  8 Junho de 1764, foi transferido de Lagos para o quartel da Feitoria, em Oeiras, à ordem do Conde de Lippe, tendo em vista a melhoria da instrução. Destarte, este Regimento passou a ladear o Regimento de Artilharia da Corte, pelo que ambos se revezavam na tarefa de guarnecer a artilharia das naus.
O Regimento de Lagos aquartelado no quartel da Feitoria acabou por se extinguir em 1776, incorporando-se ulteriormente no Regimento de Artilharia da Corte , se bem que já tinha transferido, previamente, 3 companhias para o novo Regimento de Artilharia do Algarve, em Faro, que entretanto fora restabelecido em Fevereiro de 1774.
Em 1806, o Regimento de Artilharia do Algarve passou a ser designado «Regimento de Artilharia n.º 2».